# Concilio de Preslav
El Concilio Popular de Preslav (en búlgaro: Преславски народен събор) fue realizado en 893 y está entre los más importantes eventos de la historia del Primer Imperio búlgaro por haber sido un marco en la cristianización de Bulgaria promovida por Boris I.

## Contexto y fuentes
En 889, Boris I abdicó, se retiró a un  monasterio y fue sucedido por su primogénito, Vladimir, que intento restaurar el tengrianismo, la religión tradicional de Bulgaria. Boris regresó a la corte, depuso a su hijo y convocó un concilio popular en Preslav para legitimar los cambios. Como los asuntos a ser discutidos eran de gran importancia para todo el país, la asistencia y posterior aprobación de los nobles mayores y menores, del clero y de representantes de todas las provincias era necesaria. Sin embargo, no existe una mención directa al concilio en las fuentes medievales. La más detallada descripción de los eventos que condujeron a la deposición de Vladimir está en el Chronicon del abad benedictino Regino de Prüm.

... el príncipe aquel pueblo [Boris I], como ellos le decían, después de aceptar la bendición del bautismo, demostraba tal perfección que, durante el día aparecía ante su pueblo en vestiduras reales, y durante la noche, cubierto de harapos, entraba secretamente en la iglesia, y tendido en el suelo del templo, dedicaba todo su tiempo a la oración, con apenas cilicio para cubrirse. Pronto dejó el reino terrenal, y después de dejar en su lugar como príncipe a su hijo mayor [Vladimir], fue tonsurado, tomó las vestiduras sagradas ascéticas y se convirtió en un monje, dedicando sus días y noches a la caridad, vigilia y oraciones. Mientras tanto, su hijo, a quien había nombrado príncipe y era mucho menos entusiasta y activo que su padre, comenzó a abusar y pasar sus tiempo bebidas, banquetes y depravación; y utilizando todos los medios posibles para convertir a su pueblo recién bautizado de nuevo a los rituales paganos. Cuando su padre se enteró de eso, inflamado por la rabia, rompió sus ropas monásticas, se colocó nuevamente una banda militar, luego las vestiduras reales, y después de unirse a los temerosos de Dios, enfrentó a su hijo. Pronto y sin mucha dificultad, él lo capturó, le arrancó los ojos y lo envió a prisión. Entonces 'reunió a todo el imperio "y nombró príncipe a su hijo más joven [Simeón I] y lo amenazó delante de todos con la misma suerte si traicionaba el verdadero cristianismo. Después de estos arreglos, tiró la banda, se puso las sagradas ropas monásticas y regresó al monasterio, pasando el resto de su vida en el sagrado ascetismo.

## Decisiones
Según los historiadores, el concilio fue precedido por Boris I y tomó cuatro importantes decisiones:
- El príncipe Vladimir fue depuesto y substituido por su hermano Simeón, que estaba destinado a convertirse en un clérigo de alto rango o incluso en arzobispo y fue liberado de su juramento. También hubo un cambio en la sucesión para permitir que el hermano del monarca lo sucediese. Hasta aquel momento, únicamente su hijo podía sucederlo. El cambio fue mencionado por Juan el Exarca en su obra Shestodnev.
- La capital de Bulgaria se mudó de Pliska a Preslav. Esta decisión fue explicada como una decisión de Boris, que deseaba una capital distante de Pliska, donde el recuerdo del pasado pagano todavía era muy fuerte. La nueva capital de Simeón estaría rodeada de fieles cristianos y por personas leales a la política pro-eslava de su padre. En Preslav también estaba el monasterio de Panteleimon, donde Boris I se había retirado y donde es posible que Simeón I habría residido. Andreev sugiere que la mudanza fue un acto simbólico contra el paganismo.
- El clero bizantino fue expulsado del país y reemplazado por búlgaros. Entre los obispos recién nombrados estaba Clemente de Ohrid, que fue enviado a Devol en la región de Kutmichevitsa.
- El antiguo búlgaro substituiría al griego en la liturgia, y de esta forma, sería el idioma oficial de Bulgaria. Este acto tuvo gran importancia no solo para los búlgaros, sino para todo el mundo eslavo.

## Importancia
Las decisiones tomadas durante el Concilio de Preslav tuvieron gran impacto en la historia de Bulgaria. El estatus oficial del antiguo búlgaro dio un gran impulso para el desarrollo de las Escuela literaria de Preslav y de Ohrid. La cultura y literatura búlgaras entraron en una edad de oro bajo la dirección del recién elegido Simeón I y el país se convirtió en un cetro espiritual y cultural de la Europa eslava. La expulsión del clero bizantino y el fin del uso del griego en la liturgia aseguraban que Bulgaria permanecería distante cualquier influencia directa o más fuerte de los bizantinos en la vida política y religiosa.
Sin embargo, la reacción bizantina no se hizo esperar. En 894, el emperador León VI el Sabio, había cambiado el mercado para los comerciantes búlgaros de Constantinopla a Tesalónica, que fue un duro golpe para los intereses económicos búlgaros, lo que provocó la primera guerra comercial europea, ganada por Simeón I después de la decisiva batalla de Bulgarófigo.